# اچ‌ام‌اس فورستر (اچ۷۴)

{{Infobox ship characteristics
اچ‌ام‌اس فورستر (اچ۷۴) (به انگلیسی: HMS Forester (H74)) یک کشتی بود که طول آن ۳۲۹ فوت (۱۰۰ متر) Length overall بود. این کشتی در سال۱۹۳۴ (میلادی)|۱۹۳۴]] ساخته شد.